# ارسنی کوماس
ارسنی کوماس (انگلیسی: Arseni Comas؛ زادهٔ ۲۸ ژوئن ۱۹۶۱) بازیکن فوتبال اهل اسپانیا است.
از باشگاه‌هایی که در آن بازی کرده‌است می‌توان به باشگاه فوتبال رکریتیوو اوئلوا، باشگاه فوتبال ژیرونا، باشگاه فوتبال بارسلونا بی، باشگاه فوتبال گرانادا، و باشگاه فوتبال بارسلونا اشاره کرد.
وی همچنین در تیم‌های ملی فوتبال زیر ۱۸ سال اسپانیا، زیر ۱۹ سال اسپانیا، و زیر ۲۰ سال اسپانیا بازی کرده‌است.